# Cruz de Guerra de Carlos Eduardo

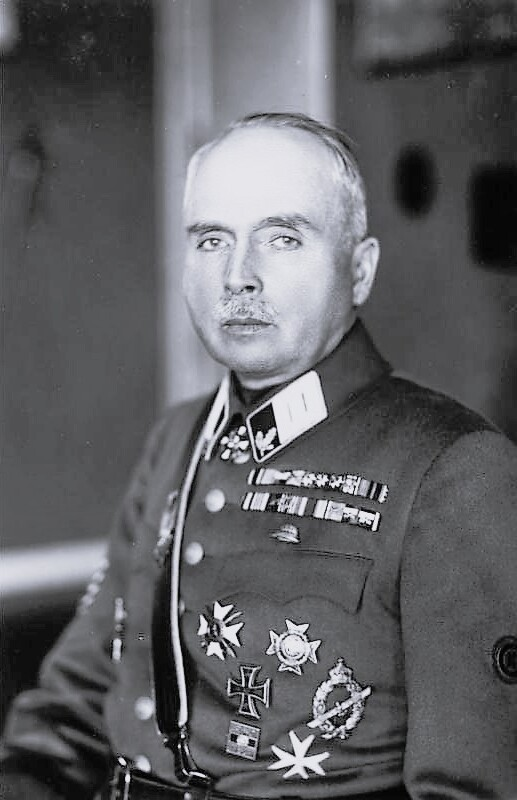
El Duque Carlos Eduardo, en uniforme con la Cruz de Guerra Carlos Eduardo.

La Cruz de Guerra de Carlos Eduardo (en alemán: Carl-Eduard-Kriegskreuz) fue una condecoración militar de Sajonia-Coburgo y Gotha presentada durante la I Guerra Mundial. Establecida el 19 de julio de 1916, por el Duque Carlos Eduardo de Sajonia-Coburgo y Gotha, la cruz reconocía mérito militar y valentía en batalla, sin tener en cuenta el rango. Concedida solo 97 veces, es una de las condecoraciones alemanas más raras de la I Guerra Mundial. Los condecorados debían ser poseedores de la Cruz de Hierro, de 1ª Clase y haber servido en el 6 Thüringischen Infanterie-Regiment Nr. 95.

## Insignia
La Cruz de Guerra de Carlos Eduardo tiene forma de cruz de Malta y es  hecha de plata. En el anverso en el centro del medallón se hallan las iniciales CE bajo la corona ducal. El medallón es rodeado por una corona de laurel esmaltada en verde superpuesta sobre los brazos de la cruz. El reverso del medallón muestra el escudo de armas de Sajonia-Coburgo y Gotha rodeado por las palabras FIDELITER ET CONSTANTER.

## Condecorados notables
- Gotthard Heinrici
- Paul von Hindenburg
- Fritz von Selle